# Synergistic Parable
Synergistic Parable is een compositie voor harmonieorkest van de Amerikaanse componist David P. Sartor. Het werk werd bekroond met de Ostwald Award for Symphonic Band Composition van de American Bandmasters Association (A.B.A.) in 1987.